# A Zöld Lámpás: A kezdet
A Zöld Lámpás: A kezdet (eredeti cím: Green Lantern: First Flight) színes amerikai rajzfilmsorozat, ami a DC Comics Zöld Lámpás című képregénye alapján készült. A filmet Lauren Montgomery rendezte Alan Burnett és Michael Allen forgatókönyve alapján.
2009. július 28-án jelent meg az Amerikai Egyesült Államokban DVD-n. A történet Hal Jordan Zöld Lámpássá válását mutatja meg, ám egyik filmes vagy sorozatos világhoz sem kapcsolódik.

## Történet
A film főszereplője Hal Jordan, a katonai pilóta akinek élete megváltozik mikor találkozik Abin Surral, a körzet Zöld Lámpásával. Abin Sur egy küldetés során halálosan megsebesül, ezért utolsó erejével új tulajdonost kerestet a gyűrűjével, aki Hal-t választja ki. Hamarosan érte is jön a Zöld Lámpás Alakulat néhány tagja, akik elviszik őt főhadiszállásukra, ahol az erejüket adó zöld fény is van. Az alakulat vezetői, az Őrzők nem igazán hisznek abban, hogy Jordan megfelelő a feladatra, de végül beosztják az egyik legtiszteltebb tagjuk, Sinestro alá újoncnak. Ezután megkezdődik a nyomozás Abin Sur halála után, a nyomok pedig elvezetnek Kanjar Ro-hoz, aki megtalálta a sárga fényt, amivel legyőzheti a Zöld Lámpásokat. A csapat mindent megtesz, hogy megállítsa őt és megsemmisítsék a sárga fényt, ám Sinestro-nak más tervei vannak.

## Szereplők
| Szereplő               | Eredeti hang       | Magyar hang       |
| ---------------------- | ------------------ | ----------------- |
| Hal Jordan/Zöld Lámpás | Christopher Meloni | Hujber Ferenc     |
| Sinestro               | Victor Garber      | Kárpáti Levente   |
| Boodikka               | Tricia Helfer      | Tallós Rita       |
| Kilowog                | Michael Madsen     | Bolla Róbert      |
| Tomar-Re               | John Larroquette   | Beratin Gábor     |
| Kanjar Ro              | Kurtwood Smith     | Csankó Zoltán     |
| Ganthet                | Larry Drake        | Forgács Gábor     |
| Appa Ali Apsa          | William Schallert  | Versényi László   |
| Ranakar                | Malachi Thorne     | Szokolay Ottó     |
| Carol Ferris           | Olivia dAbo        |                   |
| Cuch                   | Richard Green      | Szinovál Gyula    |
| Labella                | Juliet Landau      |                   |
| Chp                    | David L. Lander    | Szokol Péter      |
| Abin Sur               | Richard McGonagle  |                   |
| Arisia Rrab            | Kath Soucie        | Nemes Takách Kata |

## Betétdalok
A film hivatalos zenéjét Robert J. Kral szerezte, a zenei albumot a La-La Land Records adta ki 2009. augusztus 25-én.
| Sz. | Cím                                      | Hossz |
| --- | ---------------------------------------- | ----- |
| 1.  | "Main Title"                             | 2:06  |
| 2.  | "The Ring Chooses Hal"                   | 4:42  |
| 3.  | "Hal Meets / The Flight of The Lanterns" | 3:46  |
| 4.  | "Labella's Club"                         | 3:28  |
| 5.  | "Going After Cuch"                       | 3:04  |
| 6.  | "The Way I Heard It"                     | 2:19  |
| 7.  | "Bugs in the Baggage"                    | 4:14  |
| 8.  | "Teleport Pursuit"                       | 2:28  |
| 9.  | "Brutal Attack / Fate of Kanjar Ro"      | 3:50  |
| 10. | "Relinquishing the Ring"                 | 1:16  |
| 11. | "Back From / Boodikka Turns"             | 5:49  |
| 12. | "Weaponers / Sinestro Transforms"        | 4:28  |
| 13. | "The New Power Arrives"                  | 2:35  |
| 14. | "The Corps Fights Sinestro"              | 2:48  |
| 15. | "The Corps Fall"                         | 1:34  |
| 16. | "Revival of the Green Lantern"           | 2:25  |
| 17. | "Asteroid Battle"                        | 2:47  |
| 18. | "Ring Against Ring"                      | 3:00  |
| 19. | "The Green Lantern Pledge"               | 1:03  |
| 20. | "End Credits"                            | 3:00  |